# Souzalite
La souzalite è un minerale.